# Michail Klavdievič Tichonravov
Michail Klavdievič Tichonravov (in russo Михаил Клавдиевич Тихонравов?; Vladimir, 11 agosto 1900, 29 luglio del calendario giuliano – 3 marzo 1974) è stato un ingegnere sovietico e un pioniere della progettazione dei razzi.
Fece parte dell'ufficio di progettazione OKB-1, coordinato da Sergej Korolëv, e fu determinante nello sviluppo del programma spaziale sovietico, contribuendo ai successi dell'Unione Sovietica nella corsa allo spazio negli anni cinquanta e sessanta.

## Biografia
Michail Klavdievič Tichonravov nacque il 29 luglio 1900 (data del calendario giuliano corrispondente all'11 agosto 1900 nel calendario gregoriano) a Vladimir, nel Governatorato di Vladimir, figlio di due insegnanti. Si diplomò al ginnasio russo di Pietrogrado e nel 1919 si arruolò volontario nell'Armata Rossa. Nel 1925 si laureò presso la prestigiosa Accademia militare Žukovskij e sul finire degli anni venti iniziò a lavorare come ingegnere aeronautico nel campo della progettazione di aeromobili. Nel tempo libero studiava gli alianti e in una competizione regionale nel 1927 incontrò Sergej Korolëv. In seguito, Tichonravov progettò un aliante che Korolëv poi usò nel suo test di volo per ottenere la licenza per volare. Tichonravov era anche uno scrittore ed era incuriosito dal modo col quale uccelli e insetti volano.
Nel 1931 entrò a far parte del Gruppo per lo studio del moto reattivo (GIRD Группа изучения реактивного движения), tra i primi centri statali per lo sviluppo di razzi in Unione Sovietica, assieme a Sergej Korolëv e a Fridrich Cander. Tichonravov divenne il capo di una delle quattro brigate che costituivano il gruppo, occupandosi di quattro progetti relativi allo sviluppo di diversi sistemi di alimentazione dei razzi, sia a combustibile solido sia a combustibile liquido. Il quarto progetto, noto come progetto 09, diede vita al primo razzo che venne effettivamente lanciato dal GIRD: nell'esperimento, condotto da Nikolaj Efremov, il razzo venne alimentato sia da ossigeno liquido sia da combustibile semi-solido composto da pece dissolta nel cherosene. Il lancio venne effettuato il 17 agosto 1933 e arrivò a un'altitudine di circa 400 metri, risultando essere il primo lancio di un razzo sovietico a combustibile liquido. Visto il crescente interesse militare in queste applicazioni, il gruppo GIRD venne unito nello stesso 1933 al gruppo di gasdinamica (GID), che aveva sede a Leningrado, nel nuovo istituto per la ricerca della propulsione a reazione (RNII, Реактивный научно-исследовательский институт). Il nuovo gruppo era guidato dall'ingegnere militare Ivan Kleimënov e Tichonravov si dedicò per lo più alla ricerca di base, concentrandosi sulle diverse miscele e proprietà dei combustibili per razzi, e poi occupandosi dello sviluppo di razzi sonda per lo studio dell'alta atmosfera. Nel febbraio 1934 Tichonravov e Kleimënov andarono a Kaluga per incontrare Konstantin Ciolkovskij, per beneficiare dell'eredità scientifica di Ciolkovskij circa i razzi e la tecnologia aerospaziale. Nel biennio 1937-1938 Tichonravov assistette al periodo del Grande Terrore con le purghe staliniane che colpirono anche eminenti scienziati, quali Sergej Korolëv e Valentin Gluško, e che rallentarono notevolmente lo sviluppo tecnologico. Nel corso della seconda guerra mondiale Tichonravov venne impiegato nello sviluppo dei razzi del sistema d'arma Katjuša. Dal 1944 venne inserito nel gruppo che si occupò di acquisire la tecnologia tedesca dei missili balistici V2, che i sovietici avevano catturato ai tedeschi. Nel progetto, noto come VR-190, Tichonravov iniziò a studiare la possibilità di sfruttare questi razzi per raggiungere altitudini molto elevate, trasportando anche un pilota e prevedendo anche missioni umane nello spazio.
Nel marzo 1946 Tichonravov propose a Michail Chruničev, ministro sovietico dell'industria aeronautica, il suo progetto VR-190 e tutti i suoi possibili sviluppi, venendo successivamente nominato capo progettista del neonato istituto NII-4. Nel decennio successivo Tichonravov lavorò su vari aspetti dei missili balistici a propulsione liquida, tra i quali il controllo di volo, combustibile e comburente, teoria di volo e strutture. Tutti questi studi pionieristici rappresentarono la base per il successivo sviluppo dei primi satelliti artificiali. Nel biennio 1951-1953 il gruppo di Tichonravov lavorò sulla teoria di base per i primi prototipi di missile balistico intercontinentale (ICBM), studi ai quali fece riferimento il gruppo di Korolëv per lo sviluppo del missile R-7 "Semërka". Sul finire del 1953 Tichonravov venne nominato responsabile dell'argomento 72, il primo studio approfondito di satelliti artificiali in Unione Sovietica. Nel 1954 Korolëv aveva proposto un piano per lo sviluppo di satelliti artificiali al ministro dell'industria della difesa, Dmitrij Ustinov, inviandogli un rapporto tecnico scritto da Tichonravov, con una panoramica di progetti similari sviluppati all'estero. Tichonravov aveva evidenziato che il lancio di satelliti artificiali era un passo inevitabile nello sviluppo della tecnologia missilistica. Ottenuta l'approvazione al progetto, i due gruppi confluirono nel neo costituito ufficio OKB-1. Tichonravov seguì la progettazione e lo sviluppo del satellite artificiale PS-1, presto ribattezzato Sputnik 1. Il 4 ottobre 1957 venne effettuato il lancio del missile R-7 modificato per il rilascio del satellite. Sei minuti dopo il lancio lo Sputnik 1 venne eiettato dal razzo e divenne il primo satellite artificiale della storia. A Tichonravov venne consegnato il Premio Lenin per il suo contributo al lancio dello Sputnik 1.
Dopo il lancio dello Sputnik, Tichonravov diresse tutti i principali programmi spaziali sotto la guida di Korolëv: la navicella spaziale Vostok, le prime sonde spaziali Luna, Venera e Mars. Per il suo ruolo nella preparazione della missione che portò Jurij Gagarin il 12 aprile 1961 a diventare il primo essere umano in orbita attorno alla Terra, Tichonravov venne insignito dell'onorificenza di eroe del lavoro socialista. Dal 1962 divenne professore all'Istituto di Aviazione di Mosca. Nel 1966 dopo la morte di Korolëv, lasciò il gruppo OKB-1 per incompatibilità con Vasilij Mišin, successore di Korolëv alla guida del gruppo, continuando a insegnare all'Istituto di Aviazione. Tichonravov morì il 4 marzo 1974 e venne sepolto al cimitero di Novodevičij, assieme ad altre figure di rilievo del programma spaziale sovietico.

## Onorificenze
- Gli è stato titolato un cratere su Marte, Tikhonravov[9].